# Danh sách nhân vật trong Gotōbun no Hanayome

Một tấm poster của anime bao gồm các nhân vật theo chiều kim đồng hồ: Ichika, Nino, Itsuki, Miku, Futarou và Yotsuba.

Dưới đây là danh sách tất cả các nhân vật xuất hiện trong bộ shōnen manga Gotōbun no Hanayome (Nhật: 五等分の花嫁) của tác giả Haruba Negi.

## Nhân vật chính
Uesugi Futarou (上杉 風太郎 (Thượng Sam Phong Thái Lang))
Lồng tiếng bởi: Matsuoka Yoshitsugu
Một nam sinh cao trung năm hai có thành tích học tập xuất sắc. Vẻ ngoài nhạt nhẽo, nghiêm túc, tính cách đôi khi hơi cục cằn và thô lỗ khiến Futarou không có một người bạn. Bản thân thời nhỏ từng là một đứa trẻ nghịch ngợm và từng nhuộm tóc vàng như bố cậu. Trong chuyến đi Kyoto thời tiểu học, cậu gặp được một cô bé bằng tuổi, cùng cô bé tạo nên những kỷ niệm. Với tấm ảnh chụp cùng cô bé luôn giữ trong sổ tay học sinh, cậu mong ước được gặp lại người con gái thời đó. Sống trong một căn hộ nhỏ với hoàn cảnh nghèo khó, gia đình bị kẹt vấn đề nợ nần khi người cha Isanari luôn giữ tính lười biếng và bừa bộn, em gái Raiha siêng năng, luôn đặc biệt quan tâm và yêu thương anh mình, còn mẹ cậu mất sớm. Cậu luôn nghiêm túc và tận tâm với những nỗ lực của mình, luôn hào hoa hay đôi khi chế giễu, có khả năng nhìn thấu cảm xúc của người khác. Cậu thích những món mà Raiha nấu, nhưng ghét cá sống.
Cậu thích uống trà lúa mạch, ăn mì udon cà ri, thích động vật là khỉ đột, và dự định mỗi ngày sẽ tiết kiệm một xu. Cậu luôn cố gắng dạy kèm những cô gái nhà Nakano với nghề gia sư, dù ban đầu không gây ấn tượng tốt với họ.

### Năm chị em nhà Nakano
Là chị em sinh năm cùng trứng (sinh ngày 5 tháng 5), giống hệt nhau về vẻ ngoài, với khuôn mặt dễ thương và dáng người cân đối, đôi mắt xanh lớn, mái tóc có màu gốc là đỏ nhạt (mỗi người sau này nhuộm màu khác).
Những người chị em sống cùng nhau trong một căn hộ cao tầng xuất thân từ gia đình giàu có. Mặc dù ai cũng không muốn học và mặc kệ điểm số, họ cũng tôn trọng công việc mà Fūtarō đang cố gắng làm. Dù kiểu tóc khác nhau, các chị em này luôn là chuyên gia giả mạo lẫn nhau cho những trò đùa hoặc những việc tiện.
Trong đoạn phim quảng cáo cho chương 1 của manga khi mới ra mắt, Sakura Ayane đã lồng tiếng cho cả năm nhân vật, nhưng khi vào bản anime, có năm người được phân vai lồng tiếng cho năm nhân vật này.
Nakano Ichika (中野 一花 (Trung Dã Nhất Hoa))
Lồng tiếng bởi: Hanazawa Kana
Là người chị cả trong nhà, sở hữu mái tóc ngắn màu hồng nhạt. Cô luôn quan tâm, chu đáo, khôn ngoan và đôi lúc trêu chọc các em mình. Cô thích ngủ trong căn phòng bừa bộn và từng khỏa thân khi ngủ. Vì cô khao khát trở thành một diễn viên điện ảnh, nên Ichika dành phần lớn thời gian và nguồn lực của cô vào việc đó. Sau khi biết được công việc bí mật này, Fūtarō ủng hộ cô hết mình. Cô là người thứ hai yêu Fūtarō trong năm chị em, đã định tỏ tình với Fūtarō, nhưng thất bại vì việc chơi xấu của cô đã bị bại lộ. Dù vậy cô vẫn thích trêu chọc Fūtarō khi có cơ hội. Năm năm sau, cô là một diễn viên nổi tiếng quốc tế.
Cô thích cá ướp muối, nhưng ghét nấm. Thích uống frappuccino, thích động vật là hà mã, yêu kịch, lĩnh vực môn học chính của cô là Toán, thói quen của cô là chạy bộ mỗi ngày. Sở thích của cô là trêu chọc Fūtarō.
Nakano Nino (中野 二乃 (Trung Dã Nhị Nãi))
Lồng tiếng bởi: Taketatsu Ayana
Người thứ hai trong nhà, cô có mái tóc dài màu hồng đậm với dây ruy băng buộc tóc hai bên (sau này cô cắt thành tóc ngắn ngang vai). Trong cuộc sống, cô sở hữu tính cách cục cằn, đôi khi thô lỗ và hung dữ với những người bên ngoài, nhưng cũng có mặt hòa đồng. Cô hay bất đồng với Miku, vì cho rằng Miku ăn mặc và cách suy nghĩ quá lạc hậu. Vì thị lực kém, cô cần dùng kính áp tròng để nhìn rõ hơn. Nino quan tâm thời trang và thích nấu ăn. Nino đề cao sự đoàn kết của mình với các chị em; không ưa và xem Fūtarō như người ngoài cuộc, cô có suy nghĩ tiêu cực về anh này, đôi khi cấm cậu vào nhà để bảo vệ họ. Tình cảm của Nino với Fūtarō được phát triển xuyên suốt mạch truyện. Cô từng thích và tỏ tình với Kintaro (do Fūtarō đóng giả) trong chuyến đi chơi năm hai. Sau khi phát hiện ra Kintaro là Fūtarō cải trang, cô đã rất giận nhưng cũng phủ nhận bản thân thích cả Fūtarō. Trong cả năm chị em thì Nino là người nghiêm túc với tình yêu của mình nhất, và vì thế cô rất bạo dạn trong việc bày tỏ tình cảm của mình với Fūtarō. Năm năm sau, cô cùng với Miku thuê một tiệm bánh để kinh doanh.
Cô thích bánh kếp, ghét dưa chua. Thích uống nước ấm, thích thỏ, thường xem chương trình tạp kỹ, lĩnh vực môn học chính của cô tiếng Anh, thói quen của Nino là hàng ngày đắp mặt nạ và tập yoga.
Nakano Miku (中野 三玖 (Trung Dã Tam Cửu))
Lồng tiếng bởi: Itō Miku
Người thứ ba trong nhà, cô có mái tóc dài màu xám vừa chéo qua mặt một bên và thường đeo headphone quanh cổ. Cô có tính cách trầm lặng, thụ động, nhút nhát, nhưng sau đó thì cô đã bộc lộ tính cách khác của mình: dũng cảm và táo bạo hơn. Cô yêu thích những lãnh chúa ở các thời đại Chiến quốc trong lịch sử Nhật Bản, sở thích này bắt nguồn từ một trò chơi điện tử, vì thế mà Miku luôn trốn tránh sở thích này với chị em mình. Miku nấu nướng không tốt, cô luôn tập trung để cải thiện. Cô là người đầu tiên trong 5 chị em thích Fūtarō. Người duy nhất biết cô yêu Fūtarō là Yotsuba, và Yotsuba luôn luôn ủng hộ Miku. Nhưng sau các hành động của cô, 3 chị em còn lại cũng đã nhận ra. 5 năm sau, cô cùng với Nino mở một tiệm bánh để kinh doanh.
Cô thích uống soda vị mạt trà, trà xanh và ghét đồ ngọt. Động vật yêu thích là nhím, cô thích phim tài liệu, lĩnh vực môn học chính của cô là Lịch Sử, thói quen của cô là xem tử vi. Cô cũng rất thích trêu Fūtarō.
Nakano Yotsuba (中野 四葉 (Trung Dã Tứ Diệp))
Lồng tiếng bởi: Sakura Ayane
Người thứ tư trong nhà, cô có mái tóc ôm màu cam, luôn thắt một băng đô thắt tai thỏ màu xanh. Tính cách vui vẻ và thân thiện, hoạt bát như một đứa trẻ, cô tích cực trong nhiều công việc, sẵn sàng giúp đỡ người khác và khó mà từ chối để giúp ai đó, cô còn giỏi thể thao, được đội bóng rổ nữ nhận. Cô từng nhận được 0 điểm trong các bài kiểm tra ở trường. Hành động của Yotsuba đôi lúc có phần thiếu suy nghĩ, cô có những kế hoạch phức tạp vượt xa tưởng tượng các nhân vật khác. Cô là người duy nhất từ đầu chấp nhận Fūtarō làm gia sư cho chị em cô. Cô luôn luôn ủng hộ Fūtarō dù có bất kì chuyện gì xảy ra. Sau này Yotsuba được tiết lộ rằng cô chính là cô bé đã ở cùng với Fūtarō lúc nhỏ, họ đã có thời gian vui vẻ cùng nhau. Cô và Fūtarō đã chính thức hẹn hò với nhau sau lễ hội trường. Năm năm sau, Yotsuba trở thành vợ của Fūtarō.
Cô thích cam quýt nhưng ghét ớt chuông, thích uống nước trái cây có ga Động vật yêu thích của cô là lạc đà, thích xem anime, lĩnh vực môn học chính của cô là Ngữ văn Tiếng Nhật, có thói quen tưới cây hàng ngày.
Nakano Itsuki (中野 五月 (Trung Dã Ngũ Nguyệt))
Lồng tiếng bởi: Minase Inori
Người thứ năm trong nhà và là em út, cô có mái tóc đỏ dài với một cọng tóc ahoge trên đỉnh đầu và hai ngôi sao đính lên tóc gần hai mắt. Cô có một tính cách phản chiếu: thân thiện với người quen, các chị và bạn cùng lớp nhưng không ưa Fūtarō, vì ngay ngày đầu chuyển trường cô và Fūtarō tranh chỗ ăn ở canteen và bị cậu cà khịa ăn nhiều sẽ mập. Mặc dù ban đầu hay xung khắc với Fūtarō, cô cũng dần tôn trọng việc cậu làm gia sư cho 5 chị em, do vậy cô hay đến thăm nhà và ăn bữa cơm cùng gia đình cậu. Cô rất háu ăn và thích nghiên cứu, dù cần cải thiện trong việc này. Cô cũng là người chăm chỉ học hành nhất trong các chị em, mục đích là để theo đuổi ước mơ từ nhỏ của mình: làm một giáo viên. Ước mơ này được nuôi dưỡng bởi lòng ngưỡng mộ mẹ của mình.
Thích thịt và cà ri nhưng ghét umeboshi. Động vật yêu thích của cô là chuột túi, cô thích xem loại chương trình Hòa chế Anh ngữ (từ tiếng Anh do người Nhật tạo ra), lĩnh vực môn học chính của cô là Khoa học, có thói quen tập cơ bụng và tập yoga hàng ngày.

## Nhân vật phụ

### Nhà Uesugi
Uesugi Raiha (上杉 らいは)
Lồng tiếng bởi: Takamori Natsumi
Là em gái học tiểu học Fūtarō và là nữ duy nhất trong nhà. Biểu cảm luôn vui vẻ trên mặt cô bé thường dễ thu hút người khác (đặc biệt là Yotsuba). Raiha phụ trách công việc nhà, tính cách có phần trung thực, hòa đồng. Raiha đánh giá cao công việc mà anh trai Fūtarō đang làm cho gia đình để trả nợ, đôi khi cô bé phải trì hoãn bữa ăn tối của mình để chờ Fūtarō và khi cậu trở về cô bé mới ăn.
Raiha thích ăn hamburger nhưng ghét cà chua. Thích uống nước cam. Động vật yêu thích của cô bé là chim cánh cụt. Thói quen hàng ngày là giữ sổ tài khoản hộ gia đình.
Uesugi Isanari (上杉 勇也)
Lồng tiếng bởi: Hino Satoshi
Bố của Fūtarō và Raiha, chồng của người mẹ giấu tên. Isanari có mái tóc vàng và luôn đeo kính râm trên trán. Tính cách "hoang dã" và vạm vỡ, anh từng nói rằng trước đây anh lúc nhỏ và Fūtarō thuở nhỏ giống hệt nhau, cả hai đều tệ trong việc học. Anh có vẻ có một mối quan hệ khá thân thiết với Maruo, bằng chứng là anh hay gọi Maruo bằng tên. Cả hai đã từng ở trong câu lạc bộ hâm mộ Rena.
Mẹ của Futarou
Mẹ của Futarou, Raiha và là vợ của Isanari. Cô không được nhắc nhiều trong truyện, ẩn tên nhưng có thể họ vẫn là Uesugi. Cô đã qua đời trước khi sự kiện của bộ truyện bắt đầu. Cô có ngoại hình khá giống Nakano Rena, mẹ của năm chị em Nakano.

### Nhà Nakano
Nakano Maruo (中野 マルオ)
Lồng tiếng bởi: Kuroda Takaya
Là người bố dượng của năm chị em, vài năm trước khi sự kiện bộ truyện bắt đầu, anh đã kết hôn Rena sau khi người bố ruột bỏ lại mẹ con Rena. Maruo mở một bệnh viện với tư cách là bác sĩ tại đó và từng ở với Rena khi còn là sinh viên. Anh lo lắng về kết quả học tập của những người con gái mình, nên anh đã thuê Fūtarō làm gia sư cho họ, anh cũng nói sẽ sa thải cậu nếu một ai bị rớt trong bài kiểm tra giữa kì. Anh không gặp những con gái mình được nhiều vì công việc bận. Thời trung học, anh và Isanari là bạn thân, cùng ở trong câu lạc bộ hâm mộ Rena.
Nakano Rena (中野 零奈)
Người mẹ ruột đã qua đời của 5 chị em Nakano và là vợ của Maruo. Trong suốt cuộc đời, cô từng là một giáo viên nghiêm khắc và khó gần, thường trừng phạt học sinh của mình bằng nhiều biện pháp nặng nề, và trước khi cưới, cô cũng sống hoàn cảnh nghèo nàn giống nhà Uesugi. Ngoài ra vì ngoại hình đẹp, Rena được các học sinh mến mộ, thậm chí còn có một câu lạc bộ do người hâm mộ lập. Cô mất khoảng 5 năm trước khi sự kiện chính xảy ra, vào ngày 14 tháng 8. Itsuki thường thăm mộ cô vào ngày 14 hàng tháng.
Ông ngoại của năm chị em
Đây là ông ẩn tên của năm chị em và là bố ruột của Rena. Ông sở hữu một nhà trọ nổi tiếng tên "Kuma Tora" (熊虎, Hùng Hổ). Ông có thể phân biệt những người cháu dù cho cải trang, khiến Fūtarō phải xin bái sư. Ông qua đời sau mạch truyện chính 3 năm và vì thế nên ông không thể có mặt trong lễ cưới của cháu gái mình với Fūtarō.

### Trường học
Maeda (前田)
Lồng tiếng bởi: Itō Hayato
Một học sinh cá biệt, với đặc trưng tóc nâu và mắt đờ đẫn. Học cùng lớp Ichika, cậu từng mời cô dự nhảy quanh lửa trại trong chuyến đi chơi trường nhưng thất bại với việc đó là Miku giả dạng. Năm năm sau trong buổi lễ cưới của Fūtarō, cậu cũng có mặt ở đó, với người vợ là cô gái cậu đã mời nhảy năm năm trước ở lửa trại.
Takeda Yūsuke (武田 祐輔)
Một học sinh chung trường Fūtarō. Là con trai của chủ tịch hội đồng quản trị ở trường. Cậu nổi tiếng vì ngoại hình thanh lịch và uyển chuyển trong cách nói. Cậu đứng thứ hai trong bảng xếp hạng của trường và coi Fūtarō là đối thủ của mình trong việc học, hầu như Fūtarō lúc nào cũng nhất khối.
Giáo viên thể dục
Lồng tiếng bởi: Sugisaki Ryō
Người thầy từng nhầm lẫn các chị em Nakano là Yotsuba khi họ giả dạng cô với kẹp tóc màu xanh trong buổi kiểm tra trễ giữa kỳ.
Giáo viên lịch sử
Lồng tiếng bởi: Takahashi Shin'ya
Là hiệu trưởng ở trường, giáo viên dạy Lịch sử và là giáo viên chủ nhiệm lớp của Yotsuba. Ông có hai chiếc răng chuột và một cái đầu hói. Nhờ kiểu đầu của ông mà Fūtarō trả lời được một câu hỏi của Miku. Ông không thích Fūtarō vì cậu luôn trả lời được những câu hỏi khó của ông.
Hongō (ホンゴー)
Lồng tiếng bởi: Suzuki Aina
Nữ đội trưởng đội bóng rổ ở trường, người công nhận tài bóng rổ của Yotsuba đến mức muốn nhận cô vào đội mình.
Yamada (山田)
Lồng tiếng bởi: Tōjō Hisako
Một người bạn của Nino.
Ōtori (大鳥)
Lồng tiếng bởi: Sakura Kaoru
Một người bạn của Nino.

## Nhân vật khác
Mudō (無堂)
Ông là bố ruột của năm chị em, người chồng đầu tiên của Rena, là hình mẫu giáo viên lý tưởng của Rena. Sau khi Rena sinh hạ 5 chị em, ông đã bỏ rơi Rena cùng các đứa con của mình và chỉ xuất hiện lại trong chương 109 với vai trò là một giáo viên hướng dẫn, sau cùng thì ông vẫn phải xấu hổ bỏ chạy với sự vô trách nhiệm của mình.
Cô gái trong tấm ảnh
Trong sổ tay học sinh của Fūtarō có một tấm ảnh, gồm cậu khi còn nhỏ và với một cô gái trong chuyến đi tới Kyoto cùng nhóm bạn tiểu học là Yotsuba của bây giờ.
Cô dâu tương lai
Người xuất hiện trong cảnh mở đầu chương 1. Sau này là một cô dâu trong lễ cưới tương lai của Fūtarō. Cô dâu đó có thể là một trong năm chị em Nakano, không bất kỳ ai. Cuộc hôn nhân diễn ra 2.000 ngày sau chuyến đi chơi trại lửa tại trường.

### Chương manga
- Negi Haruba (ngày 17 tháng 10 năm 2017). "Chương 1". 五等分の花嫁 (bằng tiếng Nhật). Kodansha. ISBN 978-4-06-510249-7.
- Negi Haruba (ngày 15 tháng 12 năm 2017). "Chương 2". 五等分の花嫁 (bằng tiếng Nhật). Kodansha. ISBN 978-4-06-510814-7.
- Negi Haruba (ngày 16 tháng 3 năm 2018). "Chương 3". 五等分の花嫁 (bằng tiếng Nhật). Kodansha. ISBN 978-4-06-511075-1.